# Alburno

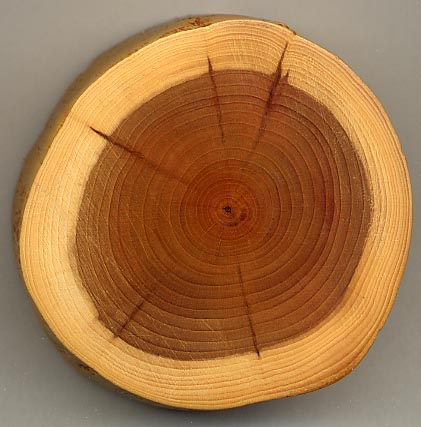
Corte transversal de um tronco de teixo, onde podemos ver 27 anéis de crescimento, o cerno (parte escura) e o alburno (parte clara).

O alburno ou borne é a parte externa, mais nova e funcional, da madeira em plantas lenhosas. Comparada ao cerne, é a porção mais clara da madeira.
Toda a madeira é formada primeiro como alburno, e possui a função de conduzir água e nutrientes (seiva bruta) para as folhas. Com o crescimento da planta em idade e diâmetro, a parte interna do alburno vai se tornando inativa - perdendo suas funções - e suas células morrem.
Neste momento deixa de ser alburno e passa a ser cerne.